# Oak Ridges (ancienne circonscription fédérale)
Oak Ridges fut une circonscription électorale fédérale de l'Ontario, représentée de 1997 à 2004.
La circonscription d'Oak Ridges a été créée en 1996 à partir de Markham—Whitchurch-Stouffville et de York-Nord. Abolie en 2003, elle fut redistribuée parmi Oak Ridges—Markham et Richmond Hill.

## Géographie
En 1996, la circonscription d'Oak Ridges comprenait:
- Les villes de Richmond Hill et de Whitchurch-Stouffville
- Une partie de la ville de Markham, au nord de la 16e avenue

## Députés
1. 1997-2004 — Bryon Wilfert, PLC

- PLC = Parti libéral du Canada